# 1138
1138 (MCXXXVIII) je bilo navadno leto, ki se je po julijanskem koledarju začelo na soboto.

## Dogodki

### Evropa
- 13. marec: 
  - Umrlega protipapeža Anakleta II. nasledi Viktor IV..[1] Učenjak in vplivni klerik Bernard iz Clairvauxa ga po nekaj tednih (proti)papeževanja prepriča, da se podredi papežu Inocencu II.
  - Konrad III. Hohenstaufen je v Aachnu kronan za nemškega kralja.

- junij - Konrad III. razlasti rivala in bavarskega vojvodo Henrika Ponosnega (hiša Welf). Bavarsko vojvodino preda avstrijskemu mejnemu grofu Leopoldu IV., Saško vojvodino pa brandenburškemu mejnemu grofu Albertu Medvedu.↓
- → Začetek državljanske vojne med dinastijama Hohenstaufen (gibelini) in Welf (gvelfi), ki se začne sprva kot spor med cesarskim centalizmom proti avtonomnosti posameznih fevdalcev.
- 13. april - Umrlega (zgornje)lorenskega vojvodo Simona I. nasledi najstarejši sin Matija I.
- 22. avgust - Bitka pri Standardu: angleška vojska, ki jo sestavljajo pretežno lokalne milice, premaga vojsko škotskega kralja Davida I., ki je poskusil v svoj prid izkoristiti razprtije v angleški nasledstveni vojni. Po porazu obe strani skleneta mir in obnovita status quo.
- 28. oktober - Umrli poljski knez Boleslav III. Krivousti v oporoki razdeli Poljsko skupaj s cesarsko Pomeranijo med svoje sinove: Vladislava II., Boleslava IV., Mieška III. in Henrika Sandomirskega. Poljska ostaja fevdalno razdeljena in brez močnega vladarja vsaj še naslednjih dvesto let.
- Angleški kralj Štefan Bloiški ustanovi Grofijo (Earldom) Pembroke v Zahodnem Walesu. Za prvega grofa je imenovan Gilbert de Clare.
- Adeliza Lovainška, vdova umrlega kralja Henrika I., se po treh letih žalovanja zaljubi in vdrugo poroči z dvornikom Vilijemom d'Aubignyjem. Če ji v zakonu s kraljem Henrikom ni uspelo spočeti otrok, jih je v drugem zakonu rodila kar sedem.

### Bližnji vzhod
- 20. april - Bizantinski cesar Ivan II. Komnen neuspešno oblega Alep, predajo pa se trdnjave Athereb, Maarat al-Numan, in Kafartab.
- 28. april - Bizantinsko obleganje Shaizarja. Cesar Ivan II. Komnen vodi obleganje utrjenega mesta Shaizar, vendar se njegova križarska vazala edeški grof Joscelin II. in antiohijski knez Rajmond Poitierski izogibata pomoči Bizantincem, kolikor je le mogoče.↓
- 21. maj → Cesar Ivan II. Komnen po neuspešnem obleganju sprejme ponudbo muslimanskega emirja Shaizarja, ki se Bizantincem vazalno podredi. Ker začno Seldžuki ropati po Kilikiji, se Ivan II. vrne nazaj v Anatolijo in potem Konstantinopel.
- 11. oktober - Katastrofalni potres v Alepu in okolici, po intenzivnosti eden najmočnejših v človeški zgodovini. Število mrtvih je ocenjeno na več kot 200.000, bilo bi še večje, če se ne bi že ob predhodnih potresnih sunkih prebivalstvo umaknilo na odprto. Močni popotresni sunki sledijo še mesec dni.

### Daljni vzhod
- Umrlega vietnamskega kralja Ly Than Tonga (dinastija Ly) nasledi 3-letni sin Ly Anh Tong. Dejansko oblast vodita kraljica-vdova Le Thi in dvornik Do Anh Vu.
- Južni Song: začetek gradnje Aipinškega mostu iz kamnitih blokov, dolžine 2.070 metrov (provinca Fujian).

## Rojstva
- 28. oktober – Kazimir II. Pravični, poljski knez († 1194)

Neznan datum
- Florijan III., holandski grof († 1190)
- Konan IV., bretonski vojvoda († 1171)
- Mješko III. Stari, velikopoljski knez in poljski veliki knez  († 1202)
- Šigemori Taira, japonski bojevnik († 1179)

## Smrti
- 25. januar - protipapež Anaklet II. (* 1090)
- 13. april - Simon I., zgornjelorenski vojvoda (* 1076)
- 28. oktober - Boleslav III. Krivousti, poljski vojvoda (* 1086)

Neznan datum
- Arwa bint Ahmad, jemenska šiitska kraljica (* 1050)
- Ibn Badža[2], španski muslimanski učenjak (* 1095)
- Mojzes ibn Ezra, španski judovski pesnik, rabin, filozof  (* 1055)
- Al-Rašid, abasidski kalif (* 1109)